# Petra Morzé
Petra Morzé (n. 10 octombrie 1964, Klagenfurt) este o actriță austriacă de film și de teatru.

## Date biografice
Petra promovează dramaturgia la Universitatea de Muzică și Artă din Graz. Ea poate fi văzută pe scenele de teatru din Salzburg și Reichenau. În filme serialr a jucat de asemenea în filme ca "Kommissar Rex" sau "Eis am Stiel".

## Televiziune
- Meine Zeit wird kommen - Gustav Mahler in den Erinnerungen von Natalie Bauer-Lechner ORF / SF/BR/3sat (R: Beate Thalberg)
- Schöndorf muss sauber bleiben ORF / SAT 1 (R: Heide Pils)
- Kommissar Rex ORF (R: Bodo Fürneisen)
- Die Nacht der Nächte ORF (R: Xaver Schwarzenberger)
- Lieben wie gedruckt (13-tlg. Serie) ORF (R: Anton Reitzenstein)
- 3 Sekunden Ewigkeit ORF (R: Jörg Graser)
- Kommissar Rex ORF / SAT 1 (R: Oliver Hirschbiegel)
- Der Hund muss weg ORF (R: Beverly Blankenship)
- Schlosshotel Orth (Episoden Hauptrolle) ZDF /ORF
- Bella Figlia (R: Xaver Schwarzenberger)
- Tatort (Alles Theater) (als Uta Pohl) SFB (R: Peter Adam)
- Tatort (Das Lächeln der Madonna) ORF (R: Christoph Stark)
- Polly Adler ORF (R: Peter Ily Huemer)
- Annas zweite Chance ARD / ORF (R: Karsten Wichniarz)
- Geliebter Johann Geliebte Anna ORF (R: Julian Pölsler)

## Cinema
- Antares (R: Götz Spielmann), 2004
- Import, Export (R: Ulrich Seidl), 2007
- Karo und der liebe Gott (Alice Lenz) ORF (R: Danielle Proskar), 2005
- Nordwand (R: Philipp Stölzl), 2008
- Lourdes (R: Jessica Hausner), 2009

## Teatru
- Das Mädl aus der Vorstadt Salzburger Festspiele (R: Jürgen Flimm)
- Die Jüdin von Toledo (Jüdin) Volkstheater Wien
- Cyrano de Bergerac (Roxanne) Schauspielhaus Graz (R: Michael Wallner)
- Liebelei (Christine) Theater i. d. Josefstadt (R: Karlheinz Hackl)
- Geschichten aus dem Wiener Wald (Mariann) Theater i. d. Josefstadt (R: Karlheinz Hackl)
- Das weite Land (Erna) Theater i. d. Josefstadt (R: Otto Schenk)
- Wie es euch gefällt (Rosalinde) Theater i. d. Josefstadt (R: Rosemarie Fendel)
- Der Verschwender (Rosa) Theater i. d. Josefstadt (R: Karlheinz Hackl)
- Don Juan oder Die Liebe zur Geometrie (Miranda) Theater i. d. Josefstadt (R: Thomas Birkmeir)
- Der Schwierige (Toinette) Theater i. d. Josefstadt (R: Otto Schenk)
- Ein idealer Gatte (Mrs.Cheveley) Theater i. d. Josefstadt (R: Michael Gampe)
- Anatol (Illona) Reichenau (R: Thomas Birkmeir)
- Pancomedia (div. Rollen) Burgtheater Wien (R: Dieter Giesing)
- Anatol (Else) Burgtheater / Wr.Festwochen (R: Luc Bondy)
- Transdanubia Dreaming (Jennifer) Burgtheater Wien (R: Nicolas Brieger)
- Tag der Gnade (Österr. Erstaufführung) Burgtheater/Kasino (R: Frederike Heller)
- Zettelträger Papp oder meine Frau hat eine Grille, Burgtheater Wien (R: Robert Meyer)
- Das weite Land (Genia) Festspiele Reichenau (R: Beverly Blankenship)
- Die versunkene Kathedrale (Uraufführung) Akademietheater (R: Christiane Pohle)
- Jackie Burgtheater Vestibül
- Boulevard Sevastopol (Sveta) Akademietheater (R: Igor Bauersima)
- Onkel Wanja (Elena) Reichenau (R: Bernd Birkhahn)
- Some Girl(s) (Lindsay) Burgtheater (R: Dieter Giesing)